# Мироновка (Золочевский район)
Миро́новка (укр. Миронівка) — село, Жовтневый сельский совет, Золочевский район, Харьковская область, Украина.
Код КОАТУУ — 6322683003. Население по переписи 2001 года составляет 140 (64/76 м/ж) человек.

## Географическое положение
Село Мироновка находится между реками Лопань (правый берег, 3 км) и Уды (левый берег, 7 км).
На расстоянии в 1 км проходит автомобильная дорога Т-2103.
К селу примыкает небольшой лесной массив (дуб).

## История
- 1722 — дата первого упоминания[1].
- В 1940 году, перед ВОВ, в Мироновке были 156 дворов, православная церковь, сельсовет и ветряная мельница;[2] на расположенном восточнее хуторе Коты было 18 дворов.
- После ВОВ Коты стали нежилыми.

## Экономика
- Молочно-товарная ферма.

## Достопримечательности
- Братская могила советских воинов.